# Näsudden, Korpo
För andra betydelser, se Näsudden (olika betydelser).
Näsudden är en udde i Finland.   Den ligger i den ekonomiska regionen  Åboland  och landskapet Egentliga Finland, i den sydvästra delen av landet, 180 km väster om huvudstaden Helsingfors. Näsudd ligger på ön Korpo.
Terrängen inåt land är mycket platt. Havet är nära Näsudden söderut.  Närmaste större samhälle är Nagu, 18,6 km nordost om Näsudden.